# 빛가람중학교
빛가람중학교(빛가람中學校)는 대한민국 전라남도 나주시 빛가람동에 있는 공립 중학교이다.

## 학교 연혁
- 2013년 11월 7일 : 빛가람중학교 설립 인가
- 2014년 3월 1일 : 제1대 이현숙 교장 부임
- 2014년 3월 3일 : 3학급 개학
- 2014년 4월 20일 : 빛가람중학교 개교
- 2018년 2월 5일 : 자전거부 창단
- 2018년 3월 1일 : 교육부지정 학생평가(과정중심평가) 연구학교 운영
- 2020년 3월 1일 : 전남혁신학교 재지정(4년)
- 2021년 3월 1일 : 제3대 류미영 교장 부임
- 2021년 3월 1일 : 교육과정 교육부요청 도지정 연구학교 운영
- 2025년 2월 6일 : 제11회 182명 졸업 (총 1,637명)
- 2025년 3월 4일 : 25학년도 입학식 (239명)

## 참고 자료
- 빛가람중학교 - 한국교육학술정보원 학교알리미